# Glochidion eucleoides
Glochidion eucleoides är en emblikaväxtart som beskrevs av Spencer Le Marchant Moore. Glochidion eucleoides ingår i släktet Glochidion och familjen emblikaväxter. Inga underarter finns listade i Catalogue of Life.